# Wspólnota administracyjna Heigenbrücken
Wspólnota administracyjna Heigenbrücken – wspólnota administracyjna (niem. Verwaltungsgemeinschaft) w Niemczech, w kraju związkowym Bawaria, w rejencji Dolna Frankonia, w regionie Bayerischer Untermain, w powiecie  Aschaffenburg. Siedziba wspólnoty znajduje się w miejscowości Heigenbrücken, przewodniczącym jej jest Werner Englert.
Wspólnota administracyjna zrzesza dwie gminy wiejskie (Gemeinde): 
- Heigenbrücken, 2 215 mieszkańców, 6,73 km²
- Heinrichsthal, 853 mieszkańców, 4,52 km²